# Zeila
Zeila, también conocido como Zeilah (en somalí: Saylac, árabe: زيلع), es una ciudad portuaria del golfo de Adén, ubicada en la región de Awdal, al noroeste de Somalia, en el llamado Cuerno de África.
Situada cerca de la frontera con Yibuti, la ciudad se asienta sobre una franja de arena rodeada por el mar. Es conocida por sus islas, arrecifes de coral y manglares. Hacia el interior, el terreno es desértico, sin interrupción por unas cincuenta millas. Berbera se ubica a 170 kilómetros al sudeste, mientras que la ciudad etíope de Harar (o Harrar) a 200 kilómetros hacia el oeste.
Zeila se encuentra bajo el control de Somalilandia, un país independiente de facto no reconocido internacionalmente, independizado de Somalia en 1991.

## Historia
Zeila es una ciudad muy antigua y ha sido identificada como la ciudad de la Avalitae. De acuerdo con Richard Pankhurst, la ciudad aparece por primera vez bajo su propio nombre en el año 891, cuando el geógrafo al-Yaqubi menciona a Zeila en su Kitab al-Balden ("Libro de los países"). Zeila es descrita también por geógrafos posteriores, como al-Masudi, quien la reseñó en el año 935 en su Muruj adh-dhahab ma'adin wa al-Jawhar ("Prados de minas de oro y de piedras preciosas"), y Hawqal Ibn, quien la describió como el puerto de embarque de Etiopía al Hijaz y Yemen en su Kitab Surat al-'Ard ("Configuración de la Tierra") de 988.
En los siglos X y XI, los autores árabes a menudo se refieren a Zeila como un puerto importante para los comerciantes musulmanes y cristianos en la región de "Bilad al-Habasha", uno de los tempranos términos medievales fluctuantes que denota partes de la moderna región Cuerno de África. Muchos viajeros extranjeros residían en la ciudad y realizaban intercambios comerciales. Según Ibn Said, Zeila era una ciudad de tamaño considerable y sus habitantes eran totalmente musulmanes. Otro escritor del siglo XIII al-Dimashqi destacó las características demográficas predominantes somalíes de la ciudad y comenzó a referirse a ella por su nombre somalí de Awdal. En 1330, el historiador marroquí y viajero Ibn Batutta describiría la ciudad dominada por los musulmanes de la denominación chiita zaidita, un indicio evidente de la influencia persa temprana en la región.
La importancia de Zeila como puerto comercial se ve confirmada por al-Idrisi e Ibn Said, que la describen como una ciudad de tamaño considerable y un centro del comercio de esclavos. Pankhurst, entre otros escritores, pensó que Marco Polo se refería a Zeila (entonces la capital de Adal) cuando relata cómo el sultán de Adén se apoderó de un obispo de Etiopía que viajaba a través de su reino; trató de convertir al hombre por la fuerza, le había circuncidado de acuerdo con la práctica islámica. Esto provocó la indignación del emperador que levantó un ejército y la capturó de la capital del sultán.

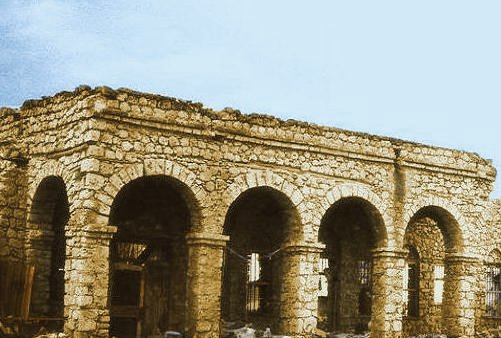
Ruinas del sultanato de Adal en Zeila, Somalia (circa 1500).

El sultanato de Adal, con su capital Zeila, parece datar del siglo noveno o décimo y su historia desde sus orígenes es la crónica de una serie de guerras con Etiopía. Dependiente del comercio con el sur de Abisinia, Zeila floreció en el siglo XIV. Se venden incienso, mirra, esclavos, oro, plata, camellos, y mucho más. Zeila comenzó a crecer en una gran metrópolis multicultural hacia el siglo XIV, con habitantes de origen árabe, somalí, afar, oromia, e incluso habitantes persas. Zeila también fue instrumental en traer el islam y la civilización a los oromo y otros grupos étnicos de Etiopía. En este momento, Zeila era sujeto a la dinastía Walashma, que también gobernó sobre Ifat. Por el reinado del sultán Sa'ad al-Din II de la familia Walashma tenía suficiente control de la ciudad para que el sultán se refugiara allí en 1403 (otras fuentes dicen 1415) del emperador Dawit I. El emperador etíope sitió al sultán durante varios días, privando al sultán Sa'ad al-Din de agua, hasta que al final los etíopes entraron en la ciudad y mataron al desafortunado príncipe. Después de su muerte, el sultán llegó a ser considerado un santo, y su tumba fue venerada durante los siguientes siglos.
Informes de los viajeros —tales como las memorias del italiano Ludovico di Varthema— muestran que en el siglo XVI Zeila se había convertido en un importante mercado en ese momento, a pesar de ser arrasada por los portugueses en 1517 y 1528. Más tarde ese mismo siglo, las incursiones destructivas nómadas somalíes de la región provocaron que el gobernador del puerto, Garad Lado, construyera un fuerte muro alrededor de Zeila.
Aunque, con Tadjoura, Zeila fue uno de los principales puertos de la ciudad de Harrar y de las regiones de Aussa y Shewa, la ciudad perdió importancia durante los siglos siguientes. A partir de 1630, la ciudad portuaria se convirtió en una dependencia del gobernador de Moca, que arrendó por una pequeña suma el puerto africano a uno de los oficiales titulares de Moca, a cambio recogió un peaje en el comercio. Zeila era gobernada sobre el terreno por un emir, quien Mordechai Abir describe que "reclama una vaga autoridad sobre todo los del Sahel, pero cuya verdadera autoridad no se extiende mucho más allá de los muros de la ciudad. Con la ayuda de una pequeña tropa de mercenarios y una serie de canon, el gobernador defendió la ciudad contra los desunidos nómadas somalíes que vagaban por la zona, y contra los piratas que operaban en el Golfo de Adén. En la primera mitad del siglo XIX, fue Zeila una mera sombra de lo que fue "un gran pueblo rodeado por una tapia baja de arcilla, con una población que varía de acuerdo con la temporada de 1.000 a 3.000 personas." Zeila conservó su pequeña importancia como el puerto de Harar, y más allá de Shewa, pero cuando fue abierta una nueva ruta entre Tadjoura y Shewa, la importancia de Zeila disminuyó aún más.
Aunque nominalmente parte del Imperio otomano, entre 1821 a 1841, Muhammad Ali, pachá de Egipto llegó a controlar Yemen y el Sahel, con Zeila incluidos. En 1874-75 los egipcios obtuvieron un firmán de sus señores otomanos por el cual Zeila se convirtió en egipcio, mientras que al mismo tiempo se aseguraba el reconocimiento británico de su jurisdicción hacia el este hasta el cabo Guardafui. Los comerciantes locales como Haj Ali Shermerki y Abu Bakr fueron hechos gobernantes de Zeila por los egipcios a cambio de un pequeño tributo, pero después de la evacuación de la guarnición egipcia de Harar, en 1885, el puerto fue arrebatado en la competencia entre los franceses (con sede en Tajura) y los británicos por el control de la costa estratégica a lo largo del golfo de Adén; I.M. Lewis menciona que "a finales de 1885 Gran Bretaña se preparaba para resistir a un esperado aterrizaje de Francia en Zeila." Sin embargo, las dos potencias decidieron en su lugar recurrir a las negociaciones, y en 1888 llegaron a la conclusión de un acuerdo para definir la frontera entre sus protectorados. Como resultado, Zeila y su vecina del este Berbera llegaron a ser parte de la Somalia británica.
La construcción de un ferrocarril desde Yibuti a Addis Abeba, en el siglo XIX continuó el declive de Zeila. A principios del siguiente siglo Zeila se describe en la Enciclopedia Britannica 1911 como un "buen ancoraje protegido frecuentado por embarcaciones de vela árabe. Sin embargo, los vapores pesados están obligados a anclar una milla y media de la costa. Pequeños barcos de cabotaje se encuentran en el muelle y no hay ninguna dificultad en la carga o descarga de carga. El suministro de agua de la ciudad se extrae de los pozos de Takosha, a unos tres kilómetros de distancia; cada mañana  camellos, a cargo de mujeres maduras somalíes y que cargan pieles de cabra llenas de agua, entran en la ciudad en procesión pintoresca... las importaciones de [Zeila], que llegan a Zaila principalmente a través de Adén, son principalmente productos de algodón, arroz, jowaree, dátiles y seda; las exportaciones, el 90% de los cuales son a Abisinia, son principalmente café, pieles, marfil, ganado, manteca y la madre-de-perla."

## Tiempos modernos
Durante la guerra civil de Somalia (desde 1986), Zeila fue bombardeada con frecuencia y casi todos los edificios fueron demolidos o semi-demolidos. Los residentes huyeron de la ciudad y emigraron a las ciudades vecinas, como Lughaya, Borama y Gabiley. Las remesas de dinero enviadas desde parientes en el extranjero han contribuido enormemente en la reconstrucción de la ciudad, así como el comercio y la industria pesquera. Hoy, la población de la ciudad se estima en alrededor de 25.000 habitantes, la mayoría pertenecientes a la subclan Ase Maxamed de la tribu de Gadabursi.